# العلاقات البنمية الناميبية
العلاقات البنمية الناميبية هي العلاقات الثنائية التي تجمع بين بنما وناميبيا.

## مقارنة بين البلدين
هذه مقارنة عامة ومرجعية للدولتين:
| وجه المقارنة                                              | بنما                      | ناميبيا      |
| --------------------------------------------------------- | ------------------------- | ------------ |
| المساحة (كم2)                                             | 74.18 ألف                 | 825.62 ألف   |
| عدد السكان (نسمة)                                         | 4.10 مليون                | 2.53 مليون   |
| الكثافة السكانية (ن./كم²)                                 | 55.27                     | 3.06         |
| العاصمة                                                   | بنما                      | ويندهوك      |
| اللغة الرسمية                                             | اللغة الإسبانية           | لغة إنجليزية |
| العملة                                                    | بالبوا بنمي، دولار أمريكي | دولار ناميبي |
| الناتج المحلي الإجمالي (بليون دولار)                      | 61.84 مليار               | 13.24 مليار  |
| الناتج المحلي الإجمالي (تعادل القوة الشرائية) بليون دولار | 87.37 مليار               | 25.60 مليار  |
| الناتج المحلي الإجمالي الاسمي للفرد دولار أمريكي          | 13.27 ألف                 | 4.67 ألف     |
| الناتج المحلي الإجمالي للفرد دولار أمريكي                 | 20.89 ألف                 | 9.96 ألف     |
| مؤشر التنمية البشرية                                      | 0.780                     | 0.628        |
| رمز المكالمات الدولي                                      | +507                      | +264         |
| رمز الإنترنت                                              | .pa                       | .na          |
| المنطقة الزمنية                                           | 00                        | ت ع م+02:00  |

## منظمات دولية مشتركة
يشترك البلدان في عضوية مجموعة من المنظمات الدولية، منها:
| علم المنظمة | اسم المنظمة                        | تاريخ انضمام بنما | تاريخ انضمام ناميبيا |
| ----------- | ---------------------------------- | ----------------- | -------------------- |
|             | يونسكو                             | 10 يناير 1950     | 2 نوفمبر 1978        |
|             | مؤسسة التمويل الدولية              | 20 يوليو 1956     | 25 سبتمبر 1990       |
|             | منظمة حظر الأسلحة الكيميائية       | ?                 | ?                    |
|             | منظمة التجارة العالمية             | ?                 | ?                    |
|             | وكالة ضمان الاستثمار متعدد الأطراف | 21 فبراير 1997    | 25 سبتمبر 1990       |
|             | الاتحاد البريدي العالمي            | ?                 | ?                    |
|             | منظمة الشرطة الجنائية الدولية      | ?                 | ?                    |
|             | الأمم المتحدة                      | 13 نوفمبر 1945    | 23 أبريل 1990        |
|             | الاتحاد الدولي للاتصالات           | 14 يوليو 1914     | 25 يناير 1984        |
|             | البنك الدولي للإنشاء والتعمير      | 14 مارس 1946      | 25 سبتمبر 1990       |

## وصلات خارجية
- موقع وزارة الخارجية البنمية